# Виктор и Валентино
Виктор и Валентино (енгл. Victor and Valentino) је анимирана телевизијска серија творца Дијега Моланоа за Cartoon Network.
Дана 30. марта 2019. године, емисија је добила зелено светло за целу ТВ серију, истовремено премијерно приказана у Сједињеним Државама и Латинској Америци. Дана 15. јула, емисија је обновљена за другу сезону чија је премијера била 18. априла 2020. године. У фебруару 2021. године, емисија је обновљена за трећу сезону. Емисија је премијерно емитована 25. априла 2021. године на HBO Go- у у Србији, синхронизована на српски. Синхронизацију је радио Gold Diginet.

## Радња
Полубраћа Виктор и Валентино проводе лето у тајанственом градићу.

## Улоге
| Улога              | Оригинални глас      | Српски глас        |
| ------------------ | -------------------- | ------------------ |
| Виктор Калавера    | Дијего Молано        | Немања Живковић    |
| Валентино Калавера | Рико Родригез        | Лако Николић       |
| Чата Калавера      | Лора Паталано        | Сања Пешић         |
| Хулио Халапењо     | Џејсон Хајтауер      | Милош Ђуричић      |
| Роса „Росита”      | Аријана Вилависенсио | Маријана Живановић |
| Андрес Грин        | Kсоло Маридуена      | Немања Вановић     |
| Гиљермо Вајтхер    | Том Кени             | Виктор Влајић      |
| Шарлин             | Кристина Милиција    | Ања Орељ           |

## Споаљшње везе
- Виктор и Валентино на веб-сајту  (језик: енглески)